# Elegance In Black
Elegance in Black – debiutancki album studyjny fińskiej grupy muzycznej Diablo wydany 6 listopada 2000 roku przez wytwórnię Gada Goodies.

## Lista utworów
1. „Elegance in Black” – 3:51
2. „Princess” – 4:16
3. „Triumph of Misery” – 3:42
4. „Crusify” – 5:32
5. „The Art of Self-Destruction” – 4:09
6. „Beginning of the End” – 3:45
7. „Distorted” – 3:53
8. „Penetration” – 4:32
9. „Core of Lies” – 5:26
10. „Dancing Queen” (cover ABBA) – 3:45

## Twórcy
- Rainer Nygård – śpiew, gitara
- Marko Utriainen – gitara
- Aadolf Virtanen – gitara basowa
- Timo Kemppainen – perkusja